# KIAA1949
KIAA1949‏ (Protein phosphatase 1 regulatory subunit 18) هوَ بروتين يُشَفر بواسطة جين KIAA1949 في الإنسان.